# استیو ویتوورت
استیو ویتوورت (به انگلیسی: Steve Whitworth) بازیکن فوتبال زادهٔ ۲۰ مارس ۱۹۵۲ اهل کشور انگلستان بود که سابقهٔ بازی در تیم ملی فوتبال انگلستان را در کارنامهٔ خود دارد. وی در تاریخ ۱۲ مارس ۱۹۷۵ نخستین بازی ملی خود را در مقابل تیم ملی فوتبال آلمان غربی انجام داد و با حضور در ۷ بازی ملی، در تاریخ ۱۹ نوامبر ۱۹۷۵ واپسین بازی ملی‌اش را در برابر تیم ملی فوتبال پرتغال برگزار کرد.